# آمادو سانکون
آمادو سانکون (انگلیسی: Amadou Sankon؛ زادهٔ ۱۹۴۳) بازیکن فوتبال اهل گینه است.
وی همچنین در تیم ملی فوتبال گینه بازی کرده است.